# Ophionellus
Ophionellus is een geslacht van insecten uit de orde vliesvleugeligen (Hymenoptera) en de familie Ichneumonidae.

## Soorten
- O. albofacialis (Cameron, 1887)
- O. annulipes (Cameron, 1911)
- O. arayai Gauld & Bradshaw, 1997
- O. bridwelli (Cushman, 1922)
- O. carlosi Gauld & Bradshaw, 1997
- O. claviger Dasch, 1984
- O. danieli Gauld & Bradshaw, 1997
- O. deficiens Dasch, 1984
- O. ericki Gauld & Bradshaw, 1997
- O. foutsi (Cushman, 1922)
- O. fragilis Westwood, 1874
- O. freddyi Gauld & Bradshaw, 1997
- O. harryi Gauld & Bradshaw, 1997
- O. imitatorius (Blanchard, 1942)
- O. javieri Gauld & Bradshaw, 1997
- O. manni Brues, 1912
- O. marini Gauld & Bradshaw, 1997
- O. schwarzi (Cushman, 1922)
- O. sihezari Gauld & Bradshaw, 1997
- O. texanus (Cresson, 1872)
- O. virginiensis (Cresson, 1872)